# كادري سيمسون
كادري سيمسون (بالإستونية: Kadri Simson)‏ هي سياسية إستونية من حزب الوسط الإستوني ولدت في يوم 22 يناير 1977 في مدينة تارتو في إستونيا. تشغل حالياً منصب المفوضة الأوروبية للطاقة وسبق لها شغل منصب وزيرة العلاقات الاقتصادية والصناعة في حكومة يوري راتاس من سنة 2016 إلى سنة 2019.